# Clara Jacobo
Clara Jacobo (1898 - Nàpols, 23 de juny de 1966) fou una cantant d'òpera italiana. Va començar la seva carrera al voltant del 1923 als teatres provincials italianes. Després va anar als Estats Units, on des del 1928 va actuar a la Metropolitan Opera de Nova York. Aquí va cantar en les temporades 1928-29, 1930–31, 1933–34 i 1936-37 papers de la categoria vocal dramàtica.
El 1932 i 1933 Jacobo va actuar a l'Òpera de Montecarlo com a Aida, Amelia a Un ballo en maschera i com l'heroïna de títol a Lucrezia Borgia de Donizetti. En els primers anys de la dècada del 1930, va ser la gran prima donna d'òpera italiana als Països Baixos. L'audiència holandesa la va admirar, entre altres en papers com Leonora a La forza del destino i a Il trovatore, com a Tosca, com l'heroïna del títol a La Gioconda, i com a Santuzza a Cavalleria rusticana.
Entre 1930 i 1932 Jacobo va actuar molt amb èxit a La Scala com a Turandot. El 1938, hi va cantar Macbeth de Verdi, Abigail a Nabucco al Festival de l'Arena de Verona. El 1940 va aparèixer al Maggio Musicale Fiorentino com a Turandot. El 1933 a l'Òpera de l'Estat de Viena i el 1941 a Wrocław com a convidada. Després de deixar la seva carrera, es va retirar en els seus cinquanta anys a un monestir italià. No va fer cap enregistrament.
La Temporada 1933-1934 va cantar al Gran Teatre del Liceu de Barcelona.